# 道の駅遠野風の丘
道の駅遠野風の丘（みちのえき とおのかぜのおか）は、岩手県遠野市綾織町新里にある国道283号の道の駅である。愛称は永遠の日本のふるさと。

## 概要
東日本大震災の発災時、沿岸被災地の後方支援拠点として機能し、広域防災拠点として高度な防災機能を分担したことなどが評価され、2015年には東北地方で唯一「全国モデル道の駅」、2021年には岩手県内で唯一「防災道の駅」にそれぞれ選定された。改修工事が行われ、2021年4月にリニューアルオープンした。

## 施設
- 駐車場（232台分のスペースが確保されている）[4]
  - 普通車：212台
  - 大型車：16台
  - 身障者用：4台
- トイレ
  - 男：大 6器（4器）、小 13器（8器）
  - 女：12器（8器）
  - 子ども：大 1器、小 1器
  - 身障者用：2器（2器）

※（）は24時間利用可能
- インフォメーション（案内所）
- 産直・物産ホール（農産物直売所）
- フードホール（フードコート）
- 展望デッキ・テラス

## 営業時間・休館日
営業時間
- インフォメーション：8:30 - 17:30（4月 - 10月）、9:00 - 17:00（11月 - 3月）
- 産直・物産ホール・フードホール：8:30 - 18:00（4月 - 10月）、9:00 - 17:00（11月 - 3月）

休館日
- 1月1日（元日）

## アクセス
- 国道283号
  - 岩手県道238号遠野住田線（釜石街道）

自動車
- 釜石自動車道遠野ICより3分[4]。

## バス停
- 岩手県交通・国際興業 遠野・釜石号
  - 浦和美園駅・上野駅・秋葉原駅・池袋駅西口行き

## 周辺
- 猿ヶ石川